# Quadrastichus centor
Quadrastichus centor är en stekelart som först beskrevs av Graham 1961.  Quadrastichus centor ingår i släktet Quadrastichus och familjen finglanssteklar. Inga underarter finns listade i Catalogue of Life.